# Probiernadel
Eine Probiernadel, auch Streichnadel genannt, ist ein Stäbchen aus einer Edelmetalllegierung, das bei der Strichprobe eingesetzt wird. Es gibt Probiernadeln mit unterschiedlichen Edelmetallfeinheitsgraden.

## Grundlagen

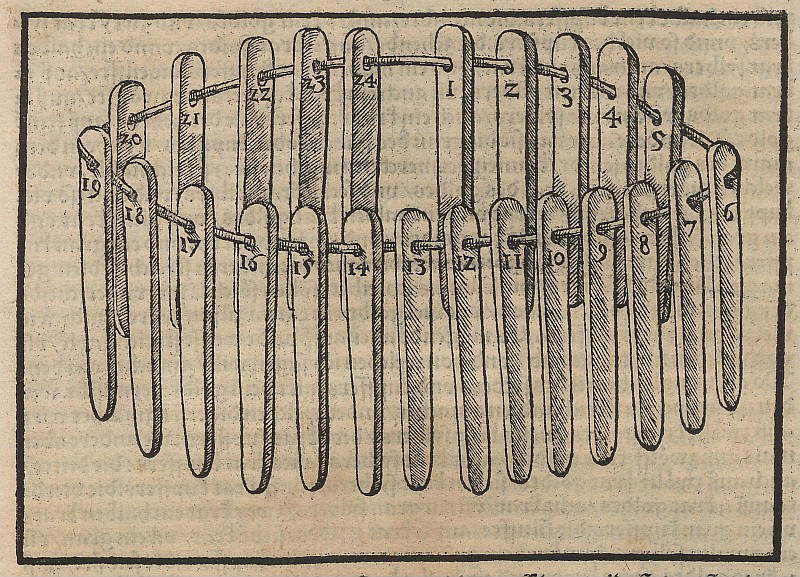
Probiernadeln nach Agricola

Edelmetalle wie Gold und Silber werden in verschiedenen Legierungen hergestellt. Gold wird oftmals mit Kupfer oder Silber oder mit beiden Metallen legiert. Um die Zusammensetzung einer Legierung genau bestimmen zu können, benötigt man unterschiedliche Probiernadeln. Für Gold werden 24 Probiernadeln in verschiedenen Karatierungen verwendet. Die Nadeln enthalten in unterschiedlichen Mischungen Anteile von Gold, Silber und Kupfer und ermöglichen so die Untersuchung von Goldlegierungen. Oftmals wurden die verschiedenen Probiernadeln von den Probierern anhand einer Tabelle selber hergestellt. Agricola beschreibt in seinem Buch „Zwölf Bücher vom Berg- und Hüttenwesen“ Probiernadelsätze, die unterschiedliche Anteile von Gold und Silber enthalten. Dabei enthält die erste Nadel einen Anteil Gold und 23 Anteile Silber, die 24. Nadel enthält reines Gold. Mit diesen Nadeln lassen sich Gold und Silberlegierungen prüfen. Für Gold-Kupfer Legierungen beschreibt Agricola einen weiteren Nadelsatz mit 13 Nadeln. Drei weitere Nadelsätze beschreibt er für Silber-Kupfer Legierungen, sie bestehen aus 28, 24 oder aus 31 Nadeln. Für Legierungen, die aus allen drei Metallen bestehen, beschreibt Agricola einen Nadelsatz mit 13 Probiernadeln und einen weiteren, der aus 37 Nadeln besteht. Zusätzlich zu diesen Nadeln führt Agricola einen weiteren Nadelsatz für Gold-Silber-Kupfer Legierungen auf, der aus 28 Nadeln besteht. Jede Nadel der einzelnen Sätze hat einen unterschiedlich hohen Anteil an Gold, Silber oder Kupfer; einige Nadeln sind aus reinem Metall gefertigt, andere bestehen nur aus zwei Metallen. Durch diese hohe Anzahl an Nadeln war es möglich, alle gängigen Edelmetalllegierungen, insbesondere bei Münzen, der damaligen Zeit zu überprüfen.

## Heutige Anwendung
Probiernadeln werden auch heute noch zur Überprüfung von Edelmetallen mittels der Strichprobe verwendet und werden in unterschiedlichen Legierungen aus Gold, Silber und Kupfer hergestellt. Hierbei werden in der Regel die Legierungen verwendet, die bei Edelmetallgegenständen am gebräuchlichsten sind. Anstelle einer aus einem Stück gefertigten Probiernadel werden auch Probiernadeln aus einem Kupfer-, Messing- oder Bronzestift verwendet, an den ein Stift oder eine Lamelle mit der entsprechenden Legierung angelötet wird. Neben den Probiernadeln gibt es auch Probiersternchen. Die Anzahl der verwendeten Probiernadeln oder Probiersternchen richtet sich nach den Ansprüchen, die an die Genauigkeit der Strichprobe gestellt werden. Insbesondere für die Überprüfung von unterschiedlichen Goldlegierungen gibt es verschiedene Nadeln mit gleichem Feingehalt an Gold, jedoch in unterschiedlichen Farben. Die Zusammensetzung von Probiernadeln gleichen Feingehalts, aber unterschiedlicher Farbe, bezeichnet der Fachmann als Probierspiel. Ein Probiernadelsortiment für die am meisten verwendeten Feingehalte besteht aus zwölf Probiernadeln. Davon sind drei Probiernadeln für Silberprüfungen geeignet, drei Probiernadeln für Gelbgoldprüfungen, drei Probiernadeln für Rotgoldprüfungen und drei Probiernadeln für  Weissgoldprüfungen. Die Feingehalte für Silber werden abgestuft in 0,800, 0,835 und 0,925. Für Gold werden die Nadeln abgestuft in 0,375, 0,585 und 0,750.